# 고대왕자 공룡킹
《고대왕자 공룡킹》(古代王者 恐竜キング)은 세가의 트레이딩 카드 게임 방식의 아케이드 게임이다. 통칭은 "공룡 킹"또는 "공룡왕"이다. 고대왕자 공룡킹 D키즈 어드벤처의 원작 게임이다.

## 개요
2005년부터 시험 가동을 거쳐 본격 가동을 시작했다. 일본에서 100엔 동전을 넣으면 "공룡 카드"또는 "기술 카드"1 장이 나오게 된다. 카드는 각 카드의 성능 등의 정보를 바코드화된 설명되어있어 바코드 부분을 케이스에 통과시킴으로써 데이터를 로드한다.
게임의 스토리는 주인공 맥스 일행과 공룡을 잡아 세계 정복을 꾀하는 악의 과학 집단 "알파단"의 공방을 주로 그리고있다. 2007년 제 1기에서 애니메이션 방송에 따라 등장 인물 맥스, 렉스, 조를 추가하여 각 캐릭터의 성격이나 목소리도 애니메이션에 맞춘 것으로 개조되었다.

## 등장인물

### D-KIDS
- 고다이 류타(맥스 테일러)
- 렉스 오웬
- 타츠노 마루무(조 드레이크)
- 고다이 켄류(고대박사, 스파이크 테일러)
- 타츠노 리아스(리어스 드레이크)

### 아쿠토단(알파단)
- Dr. 소노이다(Dr. Z)
- 우사라파(울슐라)
- 노랏티(젠더)
- 에도(에드)
- 로토(로드)
- 로아(로라)
- 노피스(세스)
- 액트로이드(알파드로이드)

### 우주해적 쟌쟈크
- 쟈크
- 구넨코(구넹크)
- 재퍼
- 미하사(미샤)
- 고마

## 공룡
스킬 카드에 등장하는 공룡은 ()표시 한다.

### 2006년 시리즈

#### 불꽃 속성
- 티라노사우루스
- 기가노토사우루스
- 타르보사우루스
- 아크로칸토사우루스
- 토르보사우루스
- 카르카로돈토사우루스
- 고르고사우루스

#### 물 속성
- 이리타토르
- 아마르가사우루스
- 카마라사우루스
- 수코미무스
- 스피노사우루스
- 살타사우루스
- 바리오닉스

#### 천둥번개 속성
- 트리케라톱스
- 카스모사우루스
- 토로사우루스
- 에이니오사우루스
- 파키리노사우루스
- 켄트로사우루스
- 에우켄트로사우루스
- 스티라코사우루스
- 미니 킹

#### 흙 속성
- 사이카니아
- 켄트로사우루스
- 사우로펠타
- 스테고사우루스
- 안킬로사우루스
- 우에로사우루스
- 에드몬토니아

#### 풀 속성
- 람베오사우루스
- 오우라노사우루스
- 친타오사우루스
- 산퉁고사우루스
- 마이아사우라
- 파라사우롤로푸스
- 후쿠이사우루스
- 이구아노돈
- (게오스테른베르기아(프테라노돈))
- (디플로도쿠스(세이스모사우루스))
- (오비랍토르)

#### 바람
- 알로사우루스
- 케라토사우루스
- 네오베나토르
- 카르노타우루스
- 모놀로포사우루스
- 유타랍토르
- 딜로포사우루스
- 후쿠이랍토르

#### 비밀
- 데이노니쿠스

#### 무속성
- (투판닥틸루스(타페야라))
- (벨로키랍토르)
- (크리올로포사우루스(무속성))
- (피아트니츠키사우루스)
- (파파사우루스(무속성))
- (세그노사우루스)

### 2007년 시리즈

#### 불꽃 속성
- 알리오라무스
- 다스플레토사우루스
- 양추아노사우루스
- 알베르토사우루스
- 사우로파가낙스
- 블랙 티라노사우루스

#### 물 속성
- 파타고사우루스
- 오피스토코엘리카우디아
- 암펠로사우루스
- 디크라이오사우루스
- 슈노사우루스
- 요바리아
- (후타바사우루스)

#### 전기 속성
- 아르히노케라톱스
- 브라키케라톱스
- 아켈로우사우루스
- 펜타케라톱스
- 모노클로니우스
- 가브

#### 흙 속성
- 노도사우루스
- 에우오플로케팔루스
- 다켄트루루스
- 타르키아
- 탈라루루스
- 가스토니아

#### 풀 속성
- 알티리누스
- 코리토사우루스
- 사우롤로푸스
- 무타부라사우루스
- 아나토티탄
- 카로노사우루스
- 파라파라
- (라엘리나사우라)
- (수페르사우루스)

#### 바람 속성
- 메가랍토르
- 에우스트렙토스폰딜루스
- 델타드로메우스
- 신랍토르
- 마준가사우루스
- 릴리엔스테르누스
- 고지라사우루스
- 에이스

#### 비밀
- 파키케팔로사우루스
- 테리지노사우루스

#### 무속성
- (트로오돈)
- (스테고케라스)
- (케찰코아틀루스)

### 격투 쟌쟈크 시리즈

#### 불꽃 속성
- 마푸사우루스
- 라자사우루스
- 아벨리사우루스
- 티라노
- 기가스

#### 물 속성
- 티타노사우루스
- 이시사우루스
- 네메그토사우루스
- 스피노
- (오프탈모사우루스)

#### 천둥번개 속성
- 네도케라톱스
- 안키케라톱스
- 주니케라톱스
- 막시무스

#### 흙 속성
- 렉소비사우루스
- 투오지앙고사우루스
- 피나코사우루스
- 사이카
- 아르마투스

#### 풀 속성
- 캄프토사우루스
- 브라킬로포사우루스
- 프로사우롤로푸스
- 애니메이티드 친타오사우루스
- (투푹수아라(풀))

#### 바람
- 아프로베나토르
- 스제추아노사우루스
- 알로사우루스 아트록스

#### 비밀
- 메갈로사우루스
- 파파사우루스(비밀)
- 크리올로포사우루스(비밀)
- 아파토사우루스

#### 무속성
- (안항구에라)
- (투푹수아라(무속성))
- (타페야라)

### 깨어나라 새로운 힘 시리즈

#### 불 속성
- 에오카르카리아
- 메트리아칸토사우루스

#### 물 속성
- 케티오사우루스
- 곤드와나티탄
- 아구스티니아
- 브론토

#### 천둥번개 속성
- 우다노케라톱스
- 알베르타케라톱스

#### 흙 속성
- 기간트스피노사우루스
- 파노플로사우루스
- 폴라칸투스

#### 풀 속성
- 람베오사우루스 마그니크리스타투스
- 란조사우루스
- 에드몬토사우루스
- 올로로티탄
- (민미)
- (무라에노사우루스)

#### 바람 속성
- 인도수쿠스
- 루곱스
- 피아트니츠키사우루스(바람)

#### 비밀
- 에오랍토르

#### 무속성
- 시조새
- 갈리미무스
- 스트루티오미무스
- 드로미케이오미무스

## 같이 보기
- 공룡킹 어드벤처